# Acantilados de Soubeyrannes
Los acantilados de Soubeyrannes (del francés: Falaises de Soubeyrannes) son unos acantilados de  Francia, los más altos del país,  que se encuentran en la costa mediterránea entre Cassis y La Ciotat, en el departamento de Bocas del Ródano, región de Provenza-Alpes-Costa Azul.
Están formados por una caída hacia el mar, a unos 2 km, del macizo de Soubeyran o macizo de la Canaille. El macizo hacia el norte desciende por una pendiente suave. Lo más destacado de los acantilados es el Grande Tête que culmina en un pico de 394 metros.